# Grand Prix Monako 2016
Grand Prix Monako 2016 (oficjalnie Formula 1 Grand Prix de Monaco 2016) – szósta eliminacja Mistrzostw Świata Formuły 1 w sezonie 2016. Grand Prix odbyło się w dniach 26, 28–29 maja 2016 roku na torze Circuit de Monaco w Monako.

## Lista startowa
Źródło: Wyprzedź Mnie!
| Nr | Kierowca          | Zespół                        | Samochód               | Silnik                         | Opony |
| -- | ----------------- | ----------------------------- | ---------------------- | ------------------------------ | ----- |
| 3  | Daniel Ricciardo  | Red Bull Racing               | Red Bull RB12          | TAG Heuer 1.6T V6              | P     |
| 5  | Sebastian Vettel  | Scuderia Ferrari              | Ferrari SF16-H         | Ferrari 059/5 1.6T V6          | P     |
| 6  | Nico Rosberg      | Mercedes AMG Petronas F1 Team | Mercedes F1 W07 Hybrid | Mercedes PU106C Hybrid 1.6T V6 | P     |
| 7  | Kimi Räikkönen    | Scuderia Ferrari              | Ferrari SF16-H         | Ferrari 059/5 1.6T V6          | P     |
| 8  | Romain Grosjean   | Haas F1 Team                  | Haas VF-16             | Ferrari 059/5 1.6T V6          | P     |
| 9  | Marcus Ericsson   | Sauber F1 Team                | Sauber C35             | Ferrari 059/5 1.6T V6          | P     |
| 11 | Sergio Pérez      | Sahara Force India F1 Team    | Force India VJM09      | Mercedes PU106C Hybrid 1.6T V6 | P     |
| 12 | Felipe Nasr       | Sauber F1 Team                | Sauber C35             | Ferrari 059/5 1.6T V6          | P     |
| 14 | Fernando Alonso   | McLaren Honda                 | McLaren MP4-31         | Honda RA616H 1.6T V6           | P     |
| 19 | Felipe Massa      | Williams Martini Racing       | Williams FW38          | Mercedes PU106C Hybrid 1.6T V6 | P     |
| 20 | Kevin Magnussen   | Renault Sport Formula 1 Team  | Renault R.S.16         | Renault RE16 1.6T V6           | P     |
| 21 | Esteban Gutiérrez | Haas F1 Team                  | Haas VF-16             | Ferrari 059/5 1.6T V6          | P     |
| 22 | Jenson Button     | McLaren Honda                 | McLaren MP4-31         | Honda RA616H 1.6T V6           | P     |
| 26 | Daniił Kwiat      | Scuderia Toro Rosso           | Toro Rosso STR11       | Ferrari 059/4 1.6T V6          | P     |
| 27 | Nico Hülkenberg   | Sahara Force India F1 Team    | Force India VJM09      | Mercedes PU106C Hybrid 1.6T V6 | P     |
| 30 | Jolyon Palmer     | Renault Sport Formula 1 Team  | Renault R.S.16         | Renault RE2016 1.6T V6         | P     |
| 33 | Max Verstappen    | Red Bull Racing               | Red Bull RB12          | TAG Heuer 1.6T V6              | P     |
| 44 | Lewis Hamilton    | Mercedes AMG Petronas F1 Team | Mercedes F1 W07 Hybrid | Mercedes PU106C Hybrid 1.6T V6 | P     |
| 55 | Carlos Sainz Jr.  | Scuderia Toro Rosso           | Toro Rosso STR11       | Ferrari 059/4 1.6T V6          | P     |
| 77 | Valtteri Bottas   | Williams Martini Racing       | Williams FW37          | Mercedes PU106C Hybrid 1.6T V6 | P     |
| 88 | Rio Haryanto      | Manor Racing MRT              | Manor MRT05            | Mercedes PU106C Hybrid 1.6T V6 | P     |
| 94 | Pascal Wehrlein   | Manor Racing MRT              | Manor MRT05            | Mercedes PU106C Hybrid 1.6T V6 | P     |
| Nr | Kierowca          | Zespół                        | Samochód               | Silnik                         | Opony |

## Wyniki

### Sesje treningowe
Źródło: Wyprzedź Mnie!
| Sesja | Nr | Kierowca         | Konstruktor | Czas     | Okr. |
| ----- | -- | ---------------- | ----------- | -------- | ---- |
| 1     | 44 | Lewis Hamilton   | Mercedes    | 1:15,537 | 31   |
| 2     | 3  | Daniel Ricciardo | Red Bull    | 1:14,607 | 40   |
| 3     | 5  | Sebastian Vettel | Ferrari     | 1:14,650 | 25   |

### Kwalifikacje

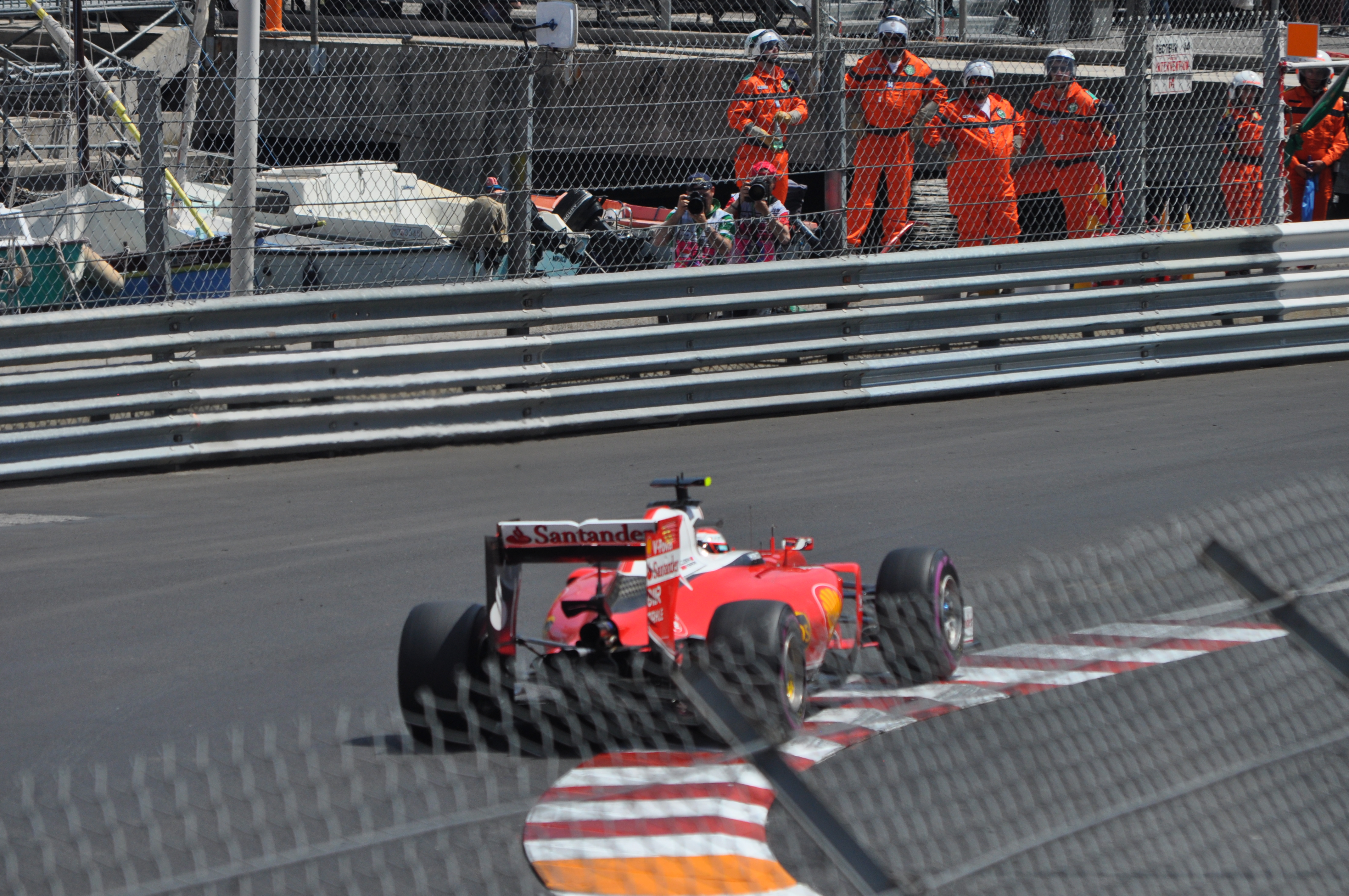
Kimi Räikkönen podczas kwalifikacji

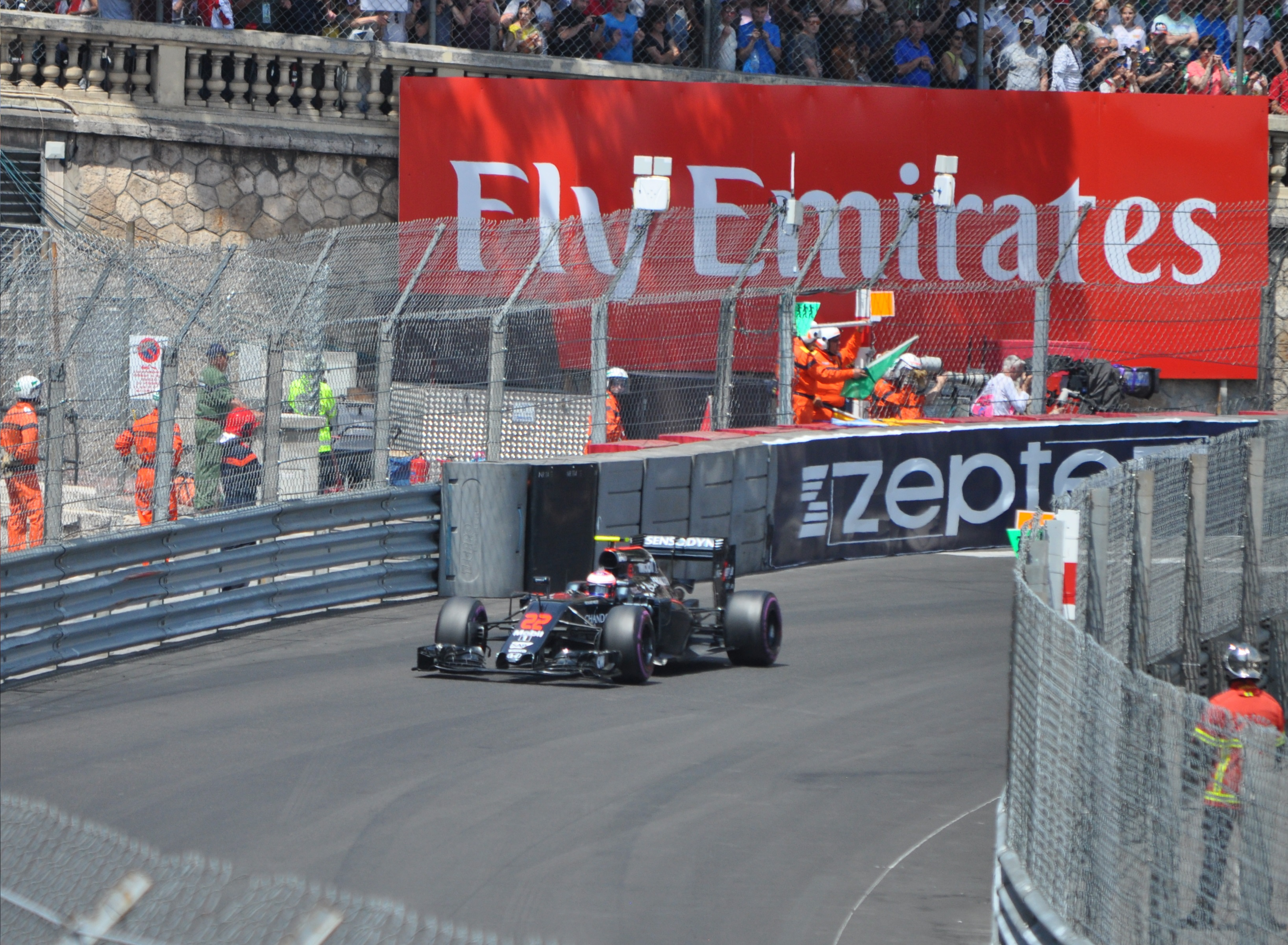
Jenson Button podczas kwalifikacji

Źródło: Wyprzedź Mnie!
| Poz. | Nr | Kierowca          | Konstruktor          | Q1       | Q2       | Q3       | Poz. s. |
| --- | --- | ----------------- | -------------------- | -------- | -------- | -------- | ------- |
| 1 | 3 | Daniel Ricciardo  | Red Bull–TAG Heuer   | 1:14,912 | 1:14,357 | 1:13,622 | 1       |
| 2 | 6 | Nico Rosberg      | Mercedes             | 1:14,873 | 1:14,043 | 1:13,791 | 2       |
| 3 | 44 | Lewis Hamilton    | Mercedes             | 1:14,826 | 1:14,056 | 1:13,942 | 3       |
| 4 | 5 | Sebastian Vettel  | Ferrari              | 1:14,610 | 1:14,318 | 1:14,552 | 4       |
| 5 | 27 | Nico Hülkenberg   | Force India–Mercedes | 1:15,333 | 1:14,989 | 1:14,726 | 5       |
| 6 | 7 | Kimi Räikkönen    | Ferrari              | 1:15,499 | 1:14,789 | 1:14,732 | 11      |
| 7 | 55 | Carlos Sainz Jr.  | Toro Rosso–Ferrari   | 1:15,467 | 1:14,805 | 1:14,749 | 6       |
| 8 | 11 | Sergio Pérez      | Force India–Mercedes | 1:15,328 | 1:14,937 | 1:14,902 | 7       |
| 9 | 26 | Daniił Kwiat      | Toro Rosso–Ferrari   | 1:15,384 | 1:14,794 | 1:15,273 | 8       |
| 10 | 14 | Fernando Alonso   | McLaren–Honda        | 1:15,504 | 1:15,107 | 1:15,363 | 9       |
| 11 | 77 | Valtteri Bottas   | Williams–Mercedes    | 1:15,521 | 1:15,273 | –        | 10      |
| 12 | 21 | Esteban Gutiérrez | Haas–Ferrari         | 1:15,592 | 1:15,293 | –        | 12      |
| 13 | 22 | Jenson Button     | McLaren–Honda        | 1:15,554 | 1:15,352 | –        | 13      |
| 14 | 19 | Felipe Massa      | Williams–Mercedes    | 1:15,710 | 1:15,385 | –        | 14      |
| 15 | 8 | Romain Grosjean   | Haas–Ferrari         | 1:15,465 | 1:15,571 | –        | 15      |
| 16 | 20 | Kevin Magnussen   | Renault              | 1:16,253 | 1:16,058 | –        | 16      |
| 17 | 9 | Marcus Ericsson   | Sauber–Ferrari       | 1:16,299 | –        | –        | 17      |
| 18 | 30 | Jolyon Palmer     | Renault              | 1:16,586 | –        | –        | 18      |
| 19 | 88 | Rio Haryanto      | MRT–Mercedes         | 1:17,295 | –        | –        | 19      |
| 20 | 94 | Pascal Wehrlein   | MRT–Mercedes         | 1:17,452 | –        | –        | 20      |
| Niesklasyfikowani | |                   |                      |          |          |          |         |
| | 33 | Max Verstappen    | Red Bull–TAG Heuer   | 1:22,467 | –        | –        | PIT     |
| Nie wystartowali / niedopuszczeni do ponownego startu | |                   |                      |          |          |          |         |
| | 12 | Felipe Nasr       | Sauber–Ferrari       | –        | –        | –        | PIT     |
| Poz. | Nr | Kierowca          | Konstruktor          | Q1       | Q2       | Q3       | Poz. s. |
| \| Legenda \| Legenda \| \| ------------------------ \| ---------------------------------------------------------------------------------------------------------------------------------------------------------------------------------------------------------------------------------------------------------------- \| \| Poz. Nr Q1 Q2 Q3 Poz. s. \| Pozycja zajęta w sesji kwalifikacyjnej Numer startowy kierowcy Wynik uzyskany w pierwszej części kwalifikacji Wynik uzyskany w drugiej części kwalifikacji Wynik uzyskany w trzeciej części kwalifikacji Pozycja startowa po uwzględnięniu kar, przesunięć, itp. \| | |                   |                      |          |          |          |         |
| Legenda | |                   |                      |          |          |          |         |
| Poz. Nr Q1 Q2 Q3 Poz. s. | Pozycja zajęta w sesji kwalifikacyjnej Numer startowy kierowcy Wynik uzyskany w pierwszej części kwalifikacji Wynik uzyskany w drugiej części kwalifikacji Wynik uzyskany w trzeciej części kwalifikacji Pozycja startowa po uwzględnięniu kar, przesunięć, itp. |                   |                      |          |          |          |         |

### Wyścig
Źródło: Wyprzedź Mnie!
| P                 | + / –     | Nr | Kierowca          | Konstruktor          | Okr. | Czas / Strata | Komentarz             |
| ----------------- | --------- | -- | ----------------- | -------------------- | ---- | ------------- | --------------------- |
| 1                 | 2         | 44 | Lewis Hamilton    | Mercedes             | 78   | 1:59:29,133   |                       |
| 2                 | 1         | 3  | Daniel Ricciardo  | Red Bull–TAG Heuer   | 78   | +0:07,252     |                       |
| 3                 | 4         | 11 | Sergio Pérez      | Force India–Mercedes | 78   | +0:13,825     |                       |
| 4                 | Bez zmian | 5  | Sebastian Vettel  | Ferrari              | 78   | +0:15,846     |                       |
| 5                 | 4         | 14 | Fernando Alonso   | McLaren–Honda        | 78   | +1:25,076     |                       |
| 6                 | 1         | 27 | Nico Hülkenberg   | Force India–Mercedes | 78   | +1:32,999     |                       |
| 7                 | 5         | 6  | Nico Rosberg      | Mercedes             | 78   | +1:33,290     |                       |
| 8                 | 2         | 55 | Carlos Sainz Jr.  | Toro Rosso–Ferrari   | 77   | +1 okr.       |                       |
| 9                 | 4         | 22 | Jenson Button     | McLaren–Honda        | 77   | +1 okr.       |                       |
| 10                | 4         | 19 | Felipe Massa      | Williams–Mercedes    | 77   | +1 okr.       |                       |
| 11                | 1         | 21 | Esteban Gutiérrez | Haas–Ferrari         | 77   | +1 okr.       |                       |
| 12                | 2         | 77 | Valtteri Bottas   | Williams–Mercedes    | 77   | +1 okr.       | [ b ]                 |
| 13                | 2         | 8  | Romain Grosjean   | Haas–Ferrari         | 76   | +2 okr.       |                       |
| 14                | 6         | 94 | Pascal Wehrlein   | MRT–Mercedes         | 76   | +2 okr.       | [ c ]                 |
| 15                | 4         | 88 | Rio Haryanto      | MRT–Mercedes         | 74   | +4 okr.       |                       |
| Niesklasyfikowani |           |    |                   |                      |      |               |                       |
|                   |           | 9  | Marcus Ericsson   | Sauber–Ferrari       | 51   | +27 okr.      | kolizja z Nasrem      |
|                   |           | 12 | Felipe Nasr       | Sauber–Ferrari       | 48   | +30 okr.      | kolizja z Ericssonem  |
|                   |           | 33 | Max Verstappen    | Red Bull–TAG Heuer   | 34   | +44 okr.      | wypadek               |
|                   |           | 20 | Kevin Magnussen   | Renault              | 32   | +46 okr.      | wypadek               |
|                   |           | 26 | Daniił Kwiat      | Toro Rosso–Ferrari   | 18   | +60 okr.      | kolizja z Magnussenem |
|                   |           | 7  | Kimi Räikkönen    | Ferrari              | 10   | +68 okr.      | wypadek               |
|                   |           | 30 | Jolyon Palmer     | Renault              | 7    | +71 okr.      | wypadek               |
| P                 | + / –     | Nr | Kierowca          | Konstruktor          | Okr. | Czas / Strata | Komentarz             |

### Najszybsze okrążenie
Źródło: Wyprzedź Mnie!
| Nr | Kierowca       | Konstruktor | Czas     | Okr. |
| -- | -------------- | ----------- | -------- | ---- |
| 44 | Lewis Hamilton | Mercedes    | 1:17,939 | 71   |

## Prowadzenie w wyścigu
Źródło: Racing–Reference.info
| Nr                              | Kierowca         | Okrążenia    | Suma |
| ------------------------------- | ---------------- | ------------ | ---- |
| 44                              | Lewis Hamilton   | 22-30, 31-78 | 55   |
| 3                               | Daniel Ricciardo | 1-22, 30-31  | 23   |
| \| Wykres \| \| ------ \| \| \| |                  |              |      |
| Wykres                          |                  |              |      |
|                                 |                  |              |      |

## Klasyfikacja po zakończeniu wyścigu

### Kierowcy
| P  | +/− | Kierowca          | Starty | Punkty | P1 | P2 | P3 | PP | NO | NS |
| -- | --- | ----------------- | ------ | ------ | -- | -- | -- | -- | -- | -- |
| 1  | 0   | Nico Rosberg      | 6      | 106    | 4  | –  | –  | 2  | 2  | 1  |
| 2  | +1  | Lewis Hamilton    | 6      | 82     | 1  | 2  | 1  | 3  | 1  | 1  |
| 3  | +2  | Daniel Ricciardo  | 6      | 66     | –  | 1  | –  | 1  | 1  | –  |
| 4  | −2  | Kimi Räikkönen    | 6      | 61     | –  | 2  | 1  | –  | –  | 2  |
| 5  | −1  | Sebastian Vettel  | 5      | 60     | –  | 1  | 2  | –  | –  | 1  |
| 6  | 0   | Max Verstappen    | 6      | 38     | 1  | –  | –  | –  | –  | 2  |
| 7  | 0   | Felipe Massa      | 6      | 37     | –  | –  | –  | –  | –  | –  |
| 8  | 0   | Valtteri Bottas   | 6      | 29     | –  | –  | –  | –  | –  | –  |
| 9  | +4  | Sergio Pérez      | 6      | 23     | –  | –  | 1  | –  | –  | –  |
| 10 | −1  | Daniił Kwiat      | 5      | 22     | –  | –  | 1  | –  | 1  | 1  |
| 11 | −1  | Romain Grosjean   | 6      | 22     | –  | –  | –  | –  | –  | 1  |
| 12 | 0   | Fernando Alonso   | 5      | 18     | –  | –  | –  | –  | –  | 2  |
| 13 | −2  | Carlos Sainz Jr.  | 6      | 16     | –  | –  | –  | –  | –  | 1  |
| 14 | +1  | Nico Hülkenberg   | 6      | 14     | –  | –  | –  | –  | 1  | 2  |
| 15 | −1  | Kevin Magnussen   | 6      | 6      | –  | –  | –  | –  | –  | 1  |
| 16 | 0   | Jenson Button     | 6      | 5      | –  | –  | –  | –  | –  | 1  |
| 17 | 0   | Stoffel Vandoorne | 1      | 1      | –  | –  | –  | –  | –  | –  |
| 18 | +1  | Esteban Gutiérrez | 6      | 0      | –  | –  | –  | –  | –  | 2  |
| 19 | −1  | Jolyon Palmer     | 5      | 0      | –  | –  | –  | –  | –  | 1  |
| 20 | 0   | Marcus Ericsson   | 6      | 0      | –  | –  | –  | –  | –  | 2  |
| 21 | 0   | Pascal Wehrlein   | 6      | 0      | –  | –  | –  | –  | –  | –  |
| 22 | 0   | Felipe Nasr       | 6      | 0      | –  | –  | –  | –  | –  | 1  |
| 23 | 0   | Rio Haryanto      | 6      | 0      | –  | –  | –  | –  | –  | 2  |
| P  | +/− | Kierowca          | Starty | Punkty | P1 | P2 | P3 | PP | NO | NS |

### Konstruktorzy
| P  | +/− | Konstruktor               | Starty | Punkty | P1 | P2 | P3 | PP | NO | NS |
| -- | --- | ------------------------- | ------ | ------ | -- | -- | -- | -- | -- | -- |
| 1  | 0   | Mercedes                  | 12     | 188    | 5  | 2  | 1  | 5  | 3  | 2  |
| 2  | 0   | Ferrari                   | 11     | 121    | –  | 3  | 3  | –  | –  | 3  |
| 3  | 0   | Red Bull Racing TAG Heuer | 11     | 112    | 1  | 1  | 1  | 1  | 1  | 1  |
| 4  | 0   | Williams Mercedes         | 12     | 66     | –  | –  | –  | –  | –  | –  |
| 5  | +2  | Force India Mercedes      | 12     | 37     | –  | –  | 1  | –  | 1  | 2  |
| 6  | −1  | Toro Rosso Ferrari        | 12     | 30     | –  | –  | –  | –  | 1  | 3  |
| 7  | +1  | McLaren Honda             | 12     | 24     | –  | –  | –  | –  | –  | 3  |
| 8  | −2  | Haas Ferrari              | 12     | 22     | –  | –  | –  | –  | –  | 3  |
| 9  | 0   | Renault                   | 11     | 6      | –  | –  | –  | –  | –  | 2  |
| 10 | 0   | Sauber Ferrari            | 12     | 0      | –  | –  | –  | –  | –  | 3  |
| 11 | 0   | MRT Mercedes              | 12     | 0      | –  | –  | –  | –  | –  | 2  |
| P  | +/− | Konstruktor               | Starty | Punkty | P1 | P2 | P3 | PP | NO | NS |